# David ben Jakob Pardo
David ben Jakob Pardo (29. März 1719 in Venedig – 1792 in Jerusalem) war ein jüdischer Gelehrter des 18. Jahrhunderts. Von ihm stammt u. a. der bedeutendste traditionelle Tossefta-Kommentar Sefer Chasde David (herausgegeben Livorno 1776 ff.).